# Стецюк, Анатолий Фёдорович
Анатолий Фёдорович Стецюк (7 октября 1936 год, с. Бузовка, Жашковский район, Черкасская область, Украинская ССР) — тракторист-комбайнёр совхоза «Озёрный» Кзылтуского района Кокчетавской области, Казахская ССР. Герой Социалистического Труда (1966). Лауреат Государственной премии СССР (1977).

## Биография
Родился в крестьянской семье в селе Бузовка Жашковского района.
Окончил Уманское училище механизации сельского хозяйства. По комсомольской путёвке отправился на освоение целины в Казахской ССР. С 1959 года работал тракторист-комбайнёр совхоза «Озёрный» Кзылтуского района. В 1965 году вступил в КПСС.
Ежегодно перевыполнял план по обработке целинных земель. В 1966 году удостоен звания Героя Социалистического Труда.
В 1977 году удостоен Государственной премии СССР «за широкое использование результатов научных исследований и передового опыта, повышение культуры земледелия, эффективное использование техники, обеспечившие значительный рост производства зерна, и инициативу в развитии движения наставников».
В течение 1981—1983 годов вспахал 3620 гектаров целинных земель.
После выхода на пенсию переехал в Омск.
Награды
- Герой Социалистического Труда — указом Президиума Верховного Совета СССР от 23 июня 1966 года
- Орден Ленина
- Орден Трудового Красного Знамени
- Орден Октябрьской Революции
- Орден Дружбы народов
- Орден «Знак Почёта»